# Schay Géza
Schay Géza (Bécs, 1900. május 26. – Budapest, 1991. május 24.) kétszeres Kossuth-díjas magyar kémikus, fizikokémikus, vegyészmérnök, egyetemi tanár, a Magyar Tudományos Akadémia rendes tagja. Legjelentősebb tudományos eredményeit a termodinamikai szemlélet kémiai alkalmazásával, a folyadék- és gázadszorpcióval kapcsolatos reakciókinetikai, kromatográfiai vizsgálatai során érte el. Több évtizeden keresztül volt a magyarországi fizikokémia kutatási hálózatának és oktatásának szervezőegyénisége.
Schay Zoltán (1942) kémikus apja.

## Életútja
Schay Gusztáv (1862–1939) katonatiszt és Ehrlich Irma (1864–1939) fiaként született. Felsőfokú tanulmányait a Budapesti Tudományegyetemen fejezte be kémia–fizika szakos tanári képesítéssel, bölcsészdoktori oklevelét 1922-ben szerezte meg. Már 1922-től az Országos Magyar Királyi Kémiai Intézet és Központi Vegykísérleti Állomás alkalmazásában állt mint szaknapidíjas. 1926-ban segédvegyésszé, 1928-ban vegyésszé lépett elő, majd 1943-ban saját kérésére fővegyészként nyugdíjazták az intézettől. Ezzel párhuzamosan segítette a Magyar Királyi József Nádor Műszaki és Gazdaságtudományi Egyetemen, ’Sigmond Elek mezőgazdasági kémiai technológiai tanszékén folyó kutatásokat. 1926–1928-ban és 1930-ban ösztöndíjasként a berlin-dahlemi Vilmos Császár Fizikai Kémiai és Elektrokémiai Intézetben az ott dolgozó Polányi Mihály mellett végzett kutatásokat. 1929-ben a Pázmány Péter Tudományegyetemen a fizikai kémia magántanára lett, mely tárgykörnek 1939-től 1949-ig címzetes nyilvános rendkívüli tanári címmel volt előadója.
1943-tól 1949-ig a Magyar Ruggyantaárugyár Rt. kutató-, ellenőrző és textillaboratóriumát vezette. 1949-ben a Budapesti Műszaki Egyetemre nevezték ki az ipari elméleti kémiai tanszék tanszékvezető egyetemi tanárává, később 1965-ig a fizikai kémiai tanszéket vezette. Ezzel párhuzamosan 1949-től az egyetemen működő gumiipari kutatólaboratórium igazgatói feladatait is ellátta 1955-ig. 1954-től 1969-ig a közreműködésével alapított MTA Központi Kémiai Kutatóintézetének első igazgatója, 1970-es nyugdíjazása után pedig tudományos tanácsadója volt.

## Munkássága
Pályája első évtizedeit vegyészmérnöki, mezőgazdasági kísérletügyi munkássága határozta meg, s egyebek mellett behatóan foglalkozott a gumi, a kaucsuk és a gumiszerű polimerek viszkoelasztikus tulajdonságaival. Kísérletes eredményeivel bővítette a gumi rugalmas és képlékeny alakítására vonatkozó vegyészmérnöki ismereteket, egyebek mellett új gumiimpregnálási eljárások kidolgozásával.
Életműve a későbbiekben teljesedett ki az elméleti kémia területén. Fő kutatási területe a fizikai kémia volt, azon belül reakciókinetikai és kémiai termodinamikai kutatásaival érte el a legjelentősebb tudományos eredményeket. Már az 1920-as években Polányi Mihállyal közösen tanulmányozták a gázelegylángok reakciókinetikáját. Behatóan foglalkozott a heterogén katalízis vonatkozásaival, többek között tanulmányozta az ammónia bomlásának reakciókinetikáját fémfelületen. Ez irányú felületanalitikai kutatásai vezettek át az adszorpció kérdésköréhez. Magyarországon elsőként alkalmazta a nem egyensúlyi termodinamikai állapotváltozások elméletét fizikokémiai vizsgálatai során. Főként a folyadékelegyek szilárd felületen történő megkötődésének folyamatát tanulmányozta, s kidolgozta az adszorpciós típusok egységes termodinamikai tárgyalását, rendszerezte az elegyadszorpciós izotermákat, és összefoglalta az ozmózisnyomás ma is érvényes definícióját. Gázadszorpciós kísérletei eredményeként kidolgozta a korszerű gázkromatográfia elméleti alapjait.
Kutatóintézeti igazgatóként, illetve tanszékvezetőként kimagasló érdemeket szerzett a modern szemléletű fizikokémiai kutatás és oktatás megteremtésében. Iskolateremtő tudományos kutatásaiban munkatársai, tanítványai és követői közül kiemelendő Nagy Lajos György, Oláh Károly és Fejes Pál neve. Jelentős Erdey-Grúz Tiborral társszerzőségben megírt általános fizikokémiai tankönyve (1952–1954).

### Társasági tagságai és elismerései
1946-ban a Magyar Tudományos Akadémia levelező, 1954-ben rendes tagjává választották. Az akadémiai testületben több éven át elnökölte a fizikai kémiai főbizottság, illetve a radiokémiai bizottság munkáját. 1957-től 1972-ig elnöke, azt követően tiszteletbeli elnöke volt a Magyar Kémikusok Egyesületének. 1962-ben külső tagjává választotta a keletnémet Berlini Tudományos Akadémia, 1965-ben pedig a Franciaországi Kémiai Társaság (SCF) és az Osztrák Kémikusok Egyesülete (GÖCH) tiszteleti tagjainak sorába lépett. Negyedszázadon át volt elnöke a Nemzetközi Elméleti és Alkalmazott Kémiai Szövetség (IUPAC) magyar bizottságának.
Első ízben 1952-ben kapta meg a Kossuth-díj ezüst fokozatát a gumi és műgumi fizikokémiai tulajdonságaira vonatkozó vizsgálatáért, majd 1956-ban Erdey-Grúz Tiborral megosztva részesült a Kossuth-díj második fokozatában közösen írt fizikokémiai tankönyvük elismeréseként. A Budapesti Műszaki Egyetem díszdoktora volt. Emellett díjazottja volt a Magyar Népköztársasági Érdemrend ötödik fokozatának (1951), a Munka Érdemrendnek (1955), a Munka Érdemrend arany fokozatának (1970), a Szocialista Magyarországért érdemrendnek (1980) és a Magyar Köztársaság babérkoszorúval ékesített Zászlórendjének (1990) is.

### Főbb művei
- Fizikai kémia I–IV. Budapest: Jegyzetsokszorosító Iroda. 1950.
- Elméleti fizikai kémia I–II: Egyetemi tankönyv. Budapest: Tankönyvkiadó. 1952–1954.   (Erdey-Grúz Tiborral)
- Theoretische Grundlagen des Gaschromatographie. Berlin: Deutscher Verlag des Wissenschaften. 1960.  
  - Magyarul: A gázkromatográfia alapjai. Budapest: Akadémiai. 1961.
- Elegyadszorpció folyadék (szilárd és folyadék) gőz határfelületen. Budapest: Akadémiai. 1974.   (Nagy Lajos Györggyel)